# Hypsiboas punctatus
Hypsiboas punctatus är en groddjursart som först beskrevs av Schneider 1799.  Hypsiboas punctatus ingår i släktet Hypsiboas och familjen lövgrodor. Denna grodart kan också lysa IUCN kategoriserar arten globalt som livskraftig. Inga underarter finns listade i Catalogue of Life.